# Fruerlundgård
Fruerlundgård (dansk) eller Fruerlundhof (tysk) er et statistisk distrikt i Flensborg-bydelen Fruerlund. Distriktet er beliggende syd for den gamle landsby Fruerlund, øst for Bulbjerg, vest for Engelsby og nord for Jørgensby i det østlige Flensborg. Til Fruerlundgård regnes også Fruerlundskov og Fruerlundmølle.
Fruerlundgård blev anlagt i middelalderen i forbindelse med udflytning af en enkelt gård fra Adelby. Gården kom i 1742 i familien Iversens eje og forblev op til det 21. årdhundrede i familiens eje. Fruerlund og Fruerlundgård hørte i den danske periode op til 1864 administrativ under Adelby Sogn i Husby Herred (Flensborg Amt). I 1869 blev Fruerlundgård en del af den nyoprettede selvstændige kommune Fruerlund. I 1910 blev Fruerlundgård som del af Fruerlund Kommune indlemmet i Flensborg by. I perioden efter Anden Verdenskrig opstod der et stort behov for nye boligområder og arealerne omkring Fruerlundgård blev bebygget med både etageboliger og parcelhuse.
Midtpunktet i distriktet danner den gamle gårds hovedbygning fra 1794, som har bevaret sit udseende næsten uforandret. Syd for den gamle gård fandtes tidligere en mølle, deraf stammer endnu gadenavnet Fruerlundmølle.